# Музей гітар
Guitars — the Museum (швед. Gitarrmuseet, укр. Музей гітар) — музей, розташований в центрі міста Умео, Швеція. Музей розташований в цегляному будинку, що раніше займала школа імені Берцеліуса. Він розділяє місце з рок-клубом, рестораном і музичним магазином. Музей відкритий в кінці січня 2014 року в зв'язку з інавгурацією культурної столиці Європи у Умео.
Музей знаходиться у веденні як спільне підприємство на чолі з людьми з музичного магазину, 4Sound і рок-клубу Scharinska (що зберіг ім'я навіть після переїзду з віли Шарінська до Vasaskolan), який також знаходяться під інвестиціями Guitars — the Museum. Муніципалітет Умео підтримав музей за рахунок оновлення та адаптації приміщень, з річним співфінансуванням 2,4 млн шведських крон в 2014 і 2015 роках.

## Колекція
Колекції музею складаються в основному з електрогітар з 1950-х і 1960-х років, а також меншої колекції електричних бас-гітар, підсилювачів та інших пристроїв, пов'язаних з історією електричних гітар. Колекція була зібрана братами Мікаелем і Семюелем Аденами з 1970 року; проте, колекція в цілому не виставлялася на загальний огляд, поки музей не був відкритий.
Серед найбільш ексклюзивних гітар в колекції є 1958 Gibson Flying V, 1960 Les Paul і Fender Broadcaster 1950. В цілому більше 500 гітар. Музей привернув міжнародну увагу і був описаний як найбільший у своєму роді в світі.
На додаток до власної колекції музею є також кімната для тимчасових виставок. До відкриття виставки Умео — столиця європейського хардкору 1989-2000 архівом народного руху був показаний в музеї.